# Université Huston-Tillotson
Pour les articles homonymes, voir HTU.
L'université Huston-Tillotson (en anglais : Huston-Tillotson University) est une université privée américaine située à Austin dans l'État du Texas.

## Personnalités liées à l'université

### Étudiants
- Azie Taylor Morton (1936-2003), femme politique